# VH1 HD (Brasil)
VH1 HD foi um canal de televisão por assinatura brasileiro lançado em 2009, que foi o pioneiro na exibição de clipes e apresentações em alta definição. No início, contava com uma programação diferente em relação ao VH1 Brasil, focando em produções exclusivas e menos reality shows. O canal irmão VH1 Brasil deixou de ser exibido em várias operadoras da TV por assinatura brasileira em 2014.[carece de fontes?]
Em 7 de outubro de 2020, o canal deixou de exibir produções nacionais e passou a retransmitir o sinal da VH1 Europe, totalmente em língua inglesa.
O canal foi encerrado em agosto de 2021, quando foi substituído pelo MTV 00s globalmente.